# 創：身份識別
《創：身份識別》是由邁克·比特爾以《創》为背景而开发的视觉小说電子遊戲。

## 游戏玩法
玩家操控生活在虚拟世界中，名为Query的有意识的程序。他的工作是确保安全保险库内发生爆炸的原因。玩家会遇到其他虚拟居民并可以与之进行交流。玩家在这些对话中做出的选择会影响故事发展。在与人交谈时，玩家需要解决匹配游戏的谜题才能提出更深入的问题。

## 开发
作为《創》和迪士尼乐园粉丝的邁克·比特爾表示，“编写游戏时，很高兴有机会向迪士尼的编剧请教他们的想法”。比特爾遊戲于2023年4月11日在Microsoft Windows、macOS和任天堂Switch平台上发行《創：身份識別》

## 评价
Metacritic给予本作的评价为“褒贬不一”。IGN表示，它“非常值得一玩”，但“感觉更像是第一章，而不是一个独立故事”。尽管他们称其为“美丽而辉煌的地方”，但《偏锋杂志》认为它“太像阅读规则手册了”。《衛報》称赞其气氛和灵活的故事，但也表示未经许可，它是“一部转瞬即逝且不起眼的视觉小说”。Polygon赞扬这个“戏剧性刺激且有趣的故事”，并推荐《創》的粉丝和新人游玩。GameSpot很喜欢游戏的写作、氛围和世界构建，但他们觉得游戏太短，而且谜题太多中断处。Game Informer赞扬游戏具有“独特结构”，也表示他们并没有全神贯注于虚拟人的问题。